# Santa Pod Raceway

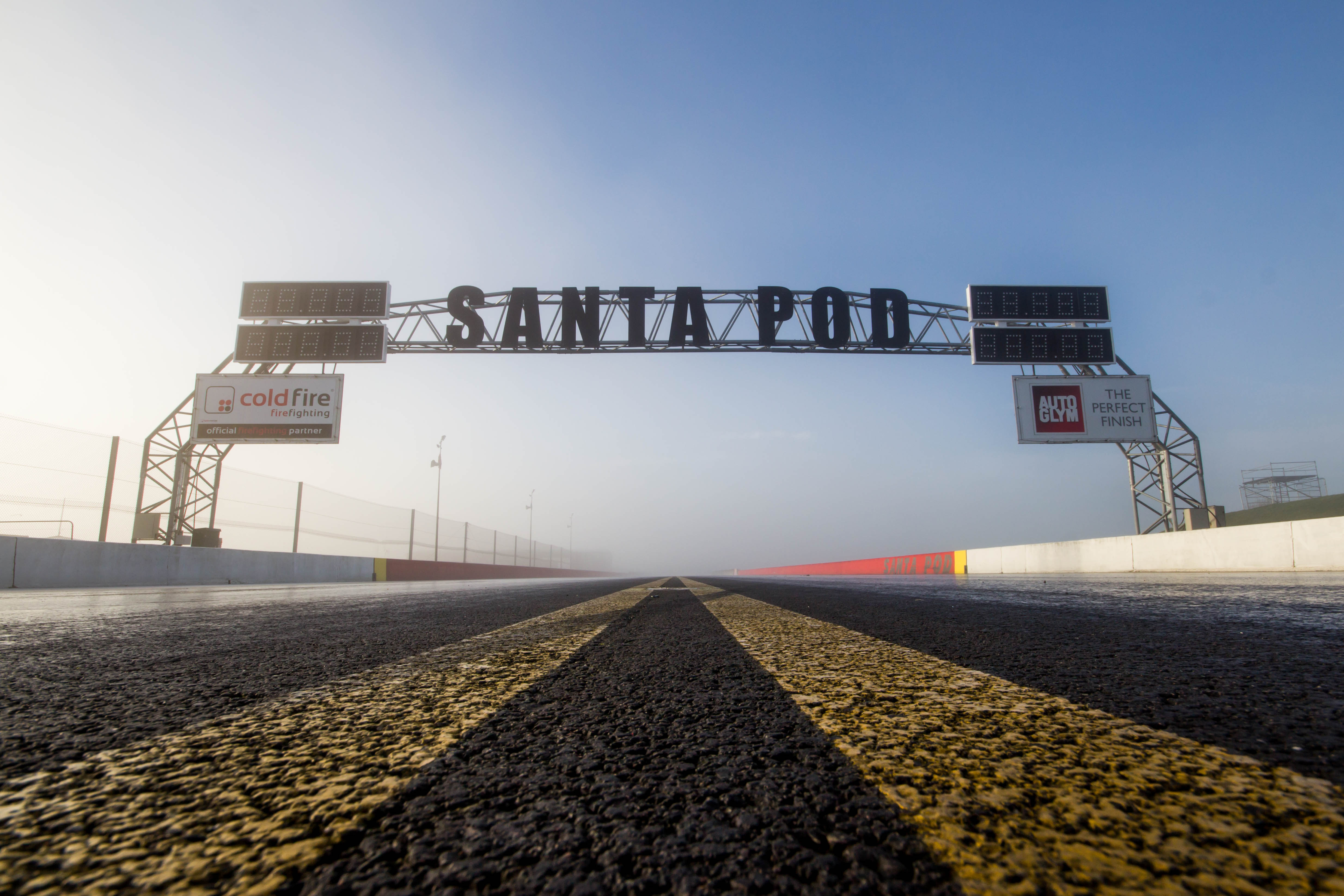
Mållinjen vid Santa Pod Raceway.

Santa Pod Raceway är en dragracingbana i England, belägen strax öster om Northampton. Det är den största och mest kända av Englands dragracingbanor. Många rekord har satts där. Den var under andra världskriget hem för en amerikansk bombgrupp.[källa behövs]